# Sphecodes joergenseni
Sphecodes joergenseni är en biart som beskrevs av Meyer 1920. Sphecodes joergenseni ingår i släktet blodbin, och familjen vägbin. Inga underarter finns listade i Catalogue of Life.